# Dlhoňa
Dlhoňa este o comună slovacă, aflată în districtul Svidník din regiunea Prešov. Localitatea se află la altitudinea de 403 m deasupra n.m., se întinde pe o suprafață de 8,85 km2 și în 2017 număra 86 de locuitori.

## Istoric
Localitatea Dlhoňa este atestată documentar din 1618.

## Demografie
| An:                | 1994 | 2004   | 2014   | 2024    |
| ------------------ | ---- | ------ | ------ | ------- |
| Număr de persoane: | 68   | 69     | 75     | 92      |
| Diferență:         |      | +1,47% | +8,69% | +22,66% |

| An:                | 2023 | 2024   |
| ------------------ | ---- | ------ |
| Număr de persoane: | 89   | 92     |
| Diferență:         |      | +3,37% |